# Cabanac (Alts Pirineus)
Cabanac (en francès Cabanac) és un municipi francès situat al departament dels Alts Pirineus i a la regió d'Occitània.

## Demografia
| 1962                                       | 1968 | 1975 | 1982 | 1990 | 1999 | 2007 |
| ------------------------------------------ | ---- | ---- | ---- | ---- | ---- | ---- |
| 203                                        | 211  | 197  | 217  | 217  | 210  | 247  |
| Des de 1962: població sense dobles comptes |      |      |      |      |      |      |

## Administració
| Període   | Identitat             | Partit |
| --------- | --------------------- | ------ |
| 2001-2008 | Danièle Brosse        |        |
| 2008-     | Jean-Michel Chevalier |        |